# Coldec Open
Il Coldec Open è un torneo professionistico di tennis giocato su campi in terra rossa. Fa parte dell'ITF Men's Circuit e dell'ITF Women's Circuit. Si gioca annualmente a Apeldoorn in Paesi Bassi.

## Albo d'oro

### Singolare maschile
| Anno | Campione         | Finalista         | Punteggio          |
| ---- | ---------------- | ----------------- | ------------------ |
| 2008 | Thiemo De Bakker | Stéphane Robert   | 7–6(2), 6-1        |
| 2009 | Thomas Schoorel  | Vincent Millot    | 7-5, 4-6, 7-5      |
| 2010 | Matwé Middelkoop | Mathieu Rodrigues | 6-1, 6-4           |
| 2011 | Julien Obry      | Boy Westerhof     | 3–6, 7–6(7–5), 6–3 |

### Doppio maschile
| Anno | Campioni                             | Finalisti                            | Punteggio            |
| ---- | ------------------------------------ | ------------------------------------ | -------------------- |
| 2008 | Stephan Fransen Romano Frantzen      | Roy Bruggeling Thomas Schoorel       | 7–6(3), 4-6, [10-7]  |
| 2009 | Holger Fischer Gero Kretschmer       | Stephan Fransen Romano Frantzen      | 4-6, 7-5, [10-8]     |
| 2010 | Catalin-Ionut Gard André Ghem        | Kevin Deden Holger Fischer           | 7–6(5), 3-6, [12-10] |
| 2011 | Rodrigo Pérez Juan-Sebastian Vivanco | Laurent Rochette Alexandre Sidorenko | 7–5, 2–6, [10–7]     |

### Singolare femminile
| Anno | Campionessa      | Finalista       | Punteggio |
| ---- | ---------------- | --------------- | --------- |
| 2011 | Myrtille Georges | Lesley Kerkhove | 7–5, 6–4  |

### Doppio femminile
| Anno | Campionesse                       | Finaliste               | Punteggio |
| ---- | --------------------------------- | ----------------------- | --------- |
| 2011 | Kim Kilsdonk Nicolette van Uitert | Lu Jia Xiang Lu Jiajing | 6–4, 6–0  |